# Davos Seaworth
Davos Seaworth er en fiktiv person i den amerikanske forfatter George R. R. Martins fantasyserie A Song of Ice and Fire og i HBOs filmatisering Game of Thrones. Flere kaptiler bliver fortalt fra hans synspunkt.
Davos optræder første gang i Kongerns kamp (1998), og senere i En storm af sværd (2000) og En dans med drager (2011), hvor han tjener som Stannis Baratheons mest betroede rådgiver. Davos kommer fra simple kår, og har været en succesfuld smugler, der har smuttet igennem Targaryan-troppernes blokade for at bringe et skip med tiltrængte forsyninger til Stannis og hans sultende tropper, der forsvarede borgen Storm's End under Roberts oprør. Som tak for at Davos reddede hans mænd slog han ham til ridder, og vasalherre, mens han personligt skar fingerspidserne af Davos' venstre hånd for at straffe ham for hans kriminelle karriere som smugler. Davos betrager behandlingen som rimilig, og han er stædigt loyal mod Stannis, men frygter den stigende indflydelse fra den røde præstinde Melisandre. Han får et faderligt forhold til Stannis vansirede datter Shireen.
Karakteren bliver spillet af den irske skuespiller Liam Cunningham i HBO's tv-serie.